# Hiza Guruma
Hiza guruma (膝車) je jedan od originalnih 40 džudaških bacanja razvijenih od Đigora Kana. Spada u prvu grupu, dai Ikkjo, tradicionalnog popisa bacanja, gokjo (no waza), kodokan džuda. Spada i u trenutačnih 67 bacanja Kodokan džuda. Kategoriziran je kao stopalna tehnika, Ashi-Waza.

## Opis tehnike
U hiza gurumi kuzuši je taj koji munjevito vuče ukea na bočnu stranu i/ili naprijed. Blokiranjem ukeove noge na koljenu sa stopalom, tori sprječava ukea iskoračiti naprijed i uspostaviti ravnotežu i stoga se uke spotiče o svoju blokiranu nogu.

## Povijest tehnike

### Sustavi koji ga imaju
Sustavi:
- kodokan džudo, džudo lista

Popisi:
- džudaški kanon
- džudaške tehnike

## Slične tehnike, inačice i nazivi
Hrvatski nazivi:
- koljenovo kolo